# الدين في ألمانيا النازية

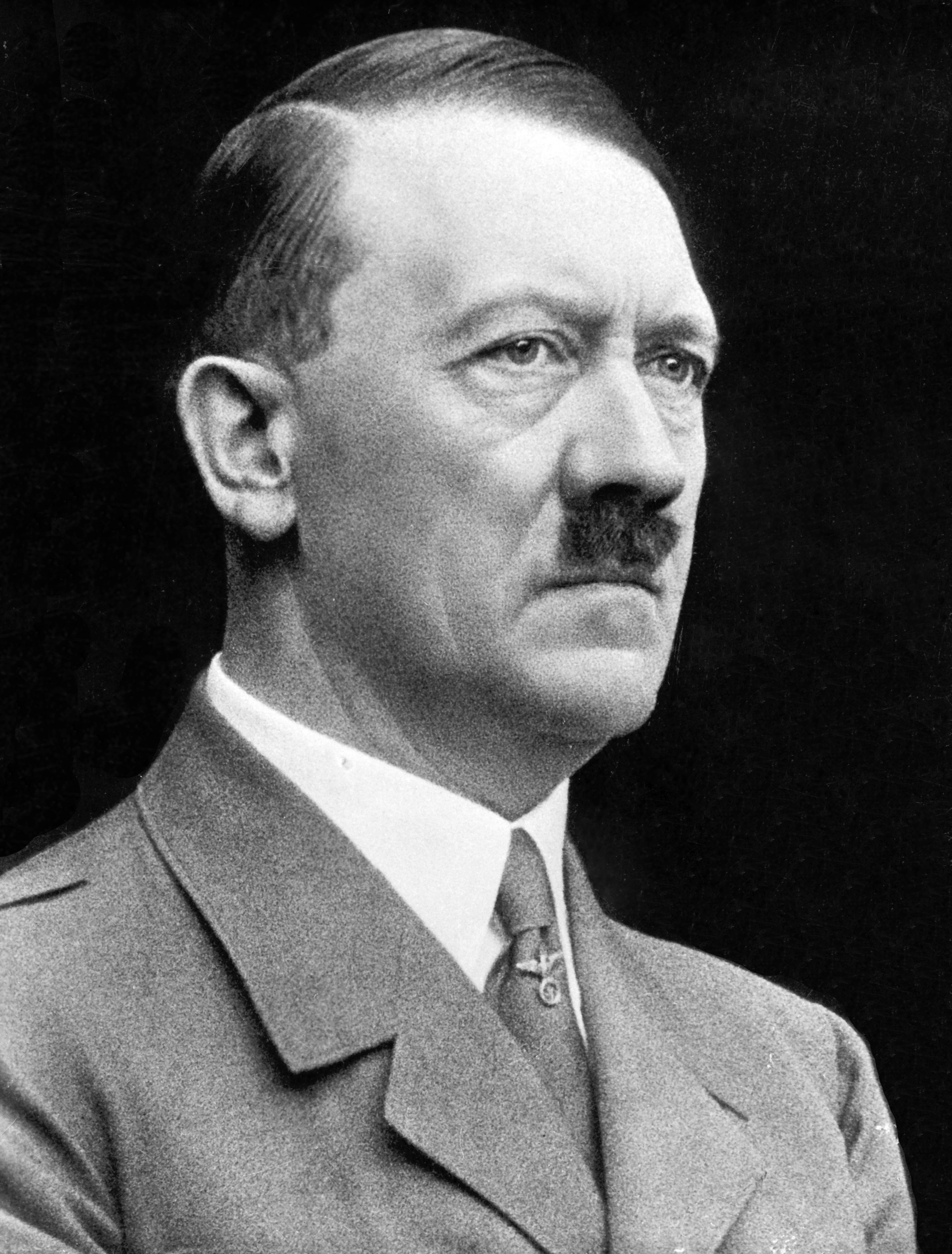

في عام 1933، أي قبل خمس سنوات من ضم النمسا إلى ألمانيا، كان في ألمانيا حوالي 67 ٪ من البروتستانت و33 ٪ من الكاثوليك، بينما كان عدد السكان اليهود أقل من 1٪. [بحاجة لمصدر أفضل]  تعداد مايو 1939، ست سنوات في عهد النازية  وبعد ضم معظم الكاثوليك النمساوين ومعظمهم من الكاثوليك تشيكوسلوفاكيا  في ألمانيا، يشير  أن 54٪ اعتبروا أنفسهم بروتستانت، [إخفاق التحقق] 40 ٪ كاثوليك، [إخفاق التحقق] تم تعريفه بنسبة 3.5٪ على أنهم Gottgläubig  (أضاء «الإيمان بالله»)،  و 1.5٪ كـ «ملحدين».
تم حظر الأقليات الدينية الأصغر مثل شهود يهوه والعقيدة البهائية في ألمانيا، في حين تمت محاولة القضاء على اليهودية من خلال الإبادة الجماعية لأتباعها. جيش الخلاص، القديسين المسيحيين   والكنيسة السبتية اختفت جميعها من ألمانيا، في حين تم حظر المنجمين والمعالجين ومخبري الثروة والسحر. ومع ذلك، دعمت «حركة الإيمان الألماني» الوثنية الصغيرة النازيين.
كان لدى الرتب النازية أشخاص من ميول دينية متنوعة. كانوا من أتباع المسيحية، لكنهم كانوا في كثير من الأحيان على خلاف مع البابا، الذي أعطى قشرة معادية للكاثوليكية للحزب. كانوا أيضًا معاداة للسامية واعتبروا الوثنية وغيرها من أشكال المعتقدات الدينية غير التقليدية على أنها بدعة.
ومع ذلك، كان هناك بعض التنوع في وجهات النظر الشخصية للقيادة النازية فيما يتعلق بمستقبل الدين في ألمانيا. ومن بين الراديكاليين المناهضين للكنيسة السكرتير الشخصي لهتلر مارتن بورمان والفيلسوف النازي الوثني ألفريد روزنبرغ والعلماني الوثني الرايخفوهرر إس إس هاينريش هيملر. بعض النازيين، مثل هانز كيرل، الذي شغل منصب وزير شؤون الكنيسة لهتلر، ضغطوا على «المسيحية الإيجابية»، وهي شكل نازي فريد رفض أصولها اليهودية والعهد القديم، وصورت المسيحية «الحقيقية» على أنها قتال ضد اليهود، مع يسوع يصور الآرية.
أرادت النازية تحويل الوعي الذاتي للشعب الألماني - مواقفه وقيمه وذهنياته - إلى «مجتمع وطني» مطيع واحد. اعتقد النازيون أنه سيتعين عليهم بالتالي استبدال الولاءات الطبقية والدينية والإقليمية. في إطار عملية جلايش شالتونج، حاول هتلر إنشاء كنيسة إنجيلية ألمانية موحدة من 28 كنيسة بروتستانتية موجودة في ألمانيا. فشلت الخطة وقاومتها الكنيسة المعترف بها. اضطهاد الكنيسة الكاثوليكية في ألمانيا أعقب الاستيلاء النازي على السلطة. تحرك هتلر بسرعة للقضاء على الكاثوليكية السياسية. في خضم مضايقة الكنيسة، تم توقيع معاهدة كونكورد الرايخ مع الفاتيكان عام 1933 ووعدت باحترام استقلالية الكنيسة. تجاهل هتلر بشكل روتيني كونكورد، وأغلق جميع المؤسسات الكاثوليكية التي لم تكن وظائفها دينية بحتة. تم استهداف رجال الدين والراهبات والقادة العلمانيين، مع الآلاف من الاعتقالات على مدى السنوات التي تلت ذلك. اتهمت الكنيسة النظام بـ «العداء الأساسي للمسيح وكنيسته». لكن المؤرخين يقاومون معادلة بسيطة للمعارضة النازية لليهودية والمسيحية. كانت النازية على استعداد واضح لاستخدام دعم المسيحيين الذين قبلوا أيديولوجيتها، ولم تكن المعارضة النازية لليهودية والمسيحية متشابهة تمامًا في أذهان النازيين. يعتقد العديد من المؤرخين أن هتلر والنازيين قصدوا القضاء على المسيحية في ألمانيا بعد فوزهم في الحرب.

## خلفية
المسيحية لها جذور قديمة بين الشعوب الجرمانية التي يرجع تاريخها إلى العمل التبشيري لكولومبوس والقديس بونيفاس في القرنين السادس والثامن. إصلاح بروتستانتي، الذي بدأه مارتن لوثر في عام 1517، السكان الألمان بين أغلبية الثلثين من البروتستانت وثلث الأقلية من الروم الكاثوليك. بقي الجنوب والغرب كاثوليكيًا بشكل رئيسي، بينما أصبح الشمال والشرق بروتستانتيًا بشكل رئيسي. تمتعت الكنيسة الكاثوليكية بدرجة من الامتياز في المنطقة البافارية وراينلاند وويستفاليا وكذلك أجزاء في جنوب غرب ألمانيا، بينما عانى الكاثوليك في الشمال البروتستانتي من بعض التمييز.
| عام                                                                                          | مجموع السكان | البروتستانت        | الروم الكاثوليك    | آخرون (بما في ذلك اليهود) | يهودي          |
| -------------------------------------------------------------------------------------------- | ------------ | ------------------ | ------------------ | ------------------------- | -------------- |
| 1910 أ                                                                                       | 64,926,000   | 39,991,000 (61.6٪) | 23.821.000 (36.7٪) | 1,113,000 (1.7٪)          | 615,000 (1.0٪) |
| 1925 ب                                                                                       | 62,411,000   | 40,015,000 (64.1٪) | 20,193,000 (32.4٪) | 2,203,000 (3.5٪)          | 564,000 (0.9٪) |
| 1933 ب                                                                                       | 65.218.000   | 40,865,000 (62.7٪) | 21,172,000 (32.5٪) | 3,181,000 (4.8٪)          | 500,000 (0.8٪) |
| 1933 ب                                                                                       | 65.218.000   | 43,696,060 (67.0٪) | 21,521,940 (33.0٪) | - (<1٪)                   | - (<1٪)        |
| 1939 ب                                                                                       | 69,314,000   | 42,103,000 (60.8٪) | 23,024,000 (33.2٪) | 4,188,000 (6.0٪)          | 222,000 (0.3٪) |
| 1939 ج                                                                                       | 79375.281    | 42,862,652 (54.0٪) | 31,750,112 (40.0٪) | 4,762,517 (6.0٪) د        | -              |
| أ. حدود الإمبراطورية الألمانية.                                                              |              |                    |                    |                           |                |
| ب. حدود جمهورية فايمار، أي حدود الدولة الألمانية في 31 ديسمبر 1937.                          |              |                    |                    |                           |                |
| ج. حدود ألمانيا النازية في مايو 1939. بيانات التعداد الرسمية.                                |              |                    |                    |                           |                |
| د. بما في ذلك gottgläubig بنسبة 3.5٪ والأشخاص غير المتدينين 1.5٪ والأديان الأخرى بنسبة 1.0٪. |              |                    |                    |                           |                |

## الاتجاهات الطائفية خلال الفترة النازية
| عام  | كاثوليكي | البروتستانت | مجموع   |
| ---- | -------- | ----------- | ------- |
| 1932 | 52000    | 225000      | 277000  |
| 1933 | 34000    | 57000       | 91000   |
| 1934 | 27000    | 29000       | 56000   |
| 1935 | 34000    | 53000       | 87000   |
| 1936 | 46000    | 98000       | 144000  |
| 1937 | 104000   | 338000      | 442,000 |
| 1938 | 97000    | 343000      | 430.000 |
| 1939 | 95000    | 395,000     | 480,000 |
| 1940 | 52000    | 160,000     | 212000  |
| 1941 | 52000    | 195000      | 247000  |
| 1942 | 37000    | 105,000     | 142,000 |
| 1943 | 12000    | 35000       | 49000   |
| 1944 | 6000     | 17000       | 23000   |

Religion in Germany (1939, official census)
 تم تقسيم المسيحية في ألمانيا، منذ الإصلاح البروتستانتي في عام 1517، إلى الكاثوليكية الرومانية والبروتستانتية. كنتيجة محددة للإصلاح في ألمانيا، يتم تنظيم الطوائف البروتستانتية الكبيرة في Landeskirchen (تقريبًا: كنائس الدولة). الكلمة الألمانية للطائفة هي Konfession. للكنائس الكبيرة في ألمانيا (الكاثوليكية والإنجيلية، أي البروتستانتية) تقوم الحكومة الألمانية بتحصيل ضريبة الكنيسة، والتي تُمنح بعد ذلك لهذه الكنائس. لهذا السبب، تم تسجيل العضوية في الكنيسة الكاثوليكية أو الإنجيلية رسميًا. من الواضح أنهم كانوا بدوافع سياسية. لهذا السبب، يجادل المؤرخ ريتشارد شتيجمان جال بأن «عضوية الكنيسة الاسمية هي مقياس غير موثوق به للغاية للتقوى الفعلية في هذا السياق»  ويجب أن يستند تحديد المعتقدات الدينية الفعلية لشخص ما على معايير أخرى. من المهم أن نضع هذا «الجانب الرسمي» في الاعتبار عند التحول إلى أسئلة مثل المعتقدات الدينية لأدولف هتلر أو جوزيف جوبلز. توقف كلا الرجلين عن حضور القداس الكاثوليكي أو الذهاب إلى الاعتراف قبل وقت طويل من عام 1933، لكن لم يغادر أي منهما الكنيسة رسميًا ولم يرفض أي منهما دفع ضرائب كنيسته.
ألقى المؤرخون نظرة على عدد الأشخاص الذين تركوا كنيستهم في ألمانيا خلال فترة 1933-1945. لم يكن هناك «انخفاض كبير في الممارسة الدينية وعضوية الكنيسة بين عامي 1933 و1939». يوجد خيار الإقلاع عن قوائم الكنيسة (Kirchenaustritt) في ألمانيا منذ عام 1873، عندما قدمه أوتو فون بسمارك كجزء من صراع ثقافي الذي تستهدفه الكاثوليكية. من أجل التكافؤ، أصبح هذا ممكنًا أيضًا للبروتستانت، وعلى مدار الأربعين عامًا التالية، كان معظمهم هم الذين استفادوا منه. توجد إحصائيات منذ عام 1884 للكنائس البروتستانتية ومنذ عام 1917 للكنيسة الكاثوليكية.